# Sint-Andreaskerk (Rudolstadt)
De Stadskerk Sint-Andreas (Duits Stadtkirche St. Andreas) is de protestantse kerk van de Duitse plaats Rudolstadt in Thüringen.

## Geschiedenis
De Sint-Andreaskerk is een drieschepige, laatgotische hallenkerk en kwam in de jaren 1463 tot 1475 door de verbouw van een uit de 12e eeuw stammende voorganger tot stand.
Het kerkgebouw onderging een nieuwe verbouwing in de jaren 1634-1636. Uit deze periode dateert het vroegbarokke interieur, dat ook nu nog zijn stempel op het kerkgebouw drukt.

## Interieur
De weelderige architectonische omlijsting van het altaar (1636) bevat een drietal schilderijen van een ouder Maria-altaar, dat oorspronkelijk uit het atelier van de Neurenbergse meester Hans Wohlgemut stamt. De schilderijen werden door de hofschilder Heinrich Siegfried gedeeltelijk overgeschilderd om ze geschikt te maken voor een protestants kerkgebouw. Siegfried vervaardigde ook het schilderij van het Laatste Avondmaal van de predella.
De kansel uit 1636 is een kunstwerk van de gebroeders Heinrich en Johann Friedemann uit Erfurt. Voorstellingen uit het Oude Testament worden op de kuip afgewisseld door de beelden van profeten. De kuip wordt gedragen door een beeld van Mozes met in zijn hand de stenen tafelen. Het klankbord wordt bekroond met de beelden van de apostelen en de opgestane Heer.
Bezienswaardig is de stamboom van de familie van graaf Albrecht VII van Schwarzburg-Rudolstadt en het Schönfeldse epitaaf.
In het koor herinnert een grafplaat aan gravin Catharina van Schwarzburg, die zich onsterfelijk maakte toen ze met haar beroemde leus vorstenbloed voor ossenbloed tijdens de Schmalkaldische Oorlog in 1547 hertog van Alba tegemoet trad.
Aan de borstweringen van de galerijen bevinden zich schilderijen met Bijbelse scènes.
In de klokkenstoel van de toren hangt de in 1499 gegoten klok Osanna. Volgens de legende zou de dichter Friedrich von Schiller zich door het inschrift van de klok hebben laten inspireren bij het schrijven van het gedicht Das Lied von der Glocke, nadat hij in 1788 de toren had beklommen. Het inschrift van de klok luidt: Vivos voco, Mortuos plango, Fulgura frango (Latijn voor: de levenden roep ik, de doden beklaag ik, bliksems breek ik).

## Orgel
In het jaar 1882 bouwde Friedrich Ladegat (Hermsdorf) een orgel voor de kerk. Het orgel werd in de jaren 2003-2005 door de orgelbouwfirma Hermann Eule uit Bautzen gerestaureerd.

## Afbeeldingen

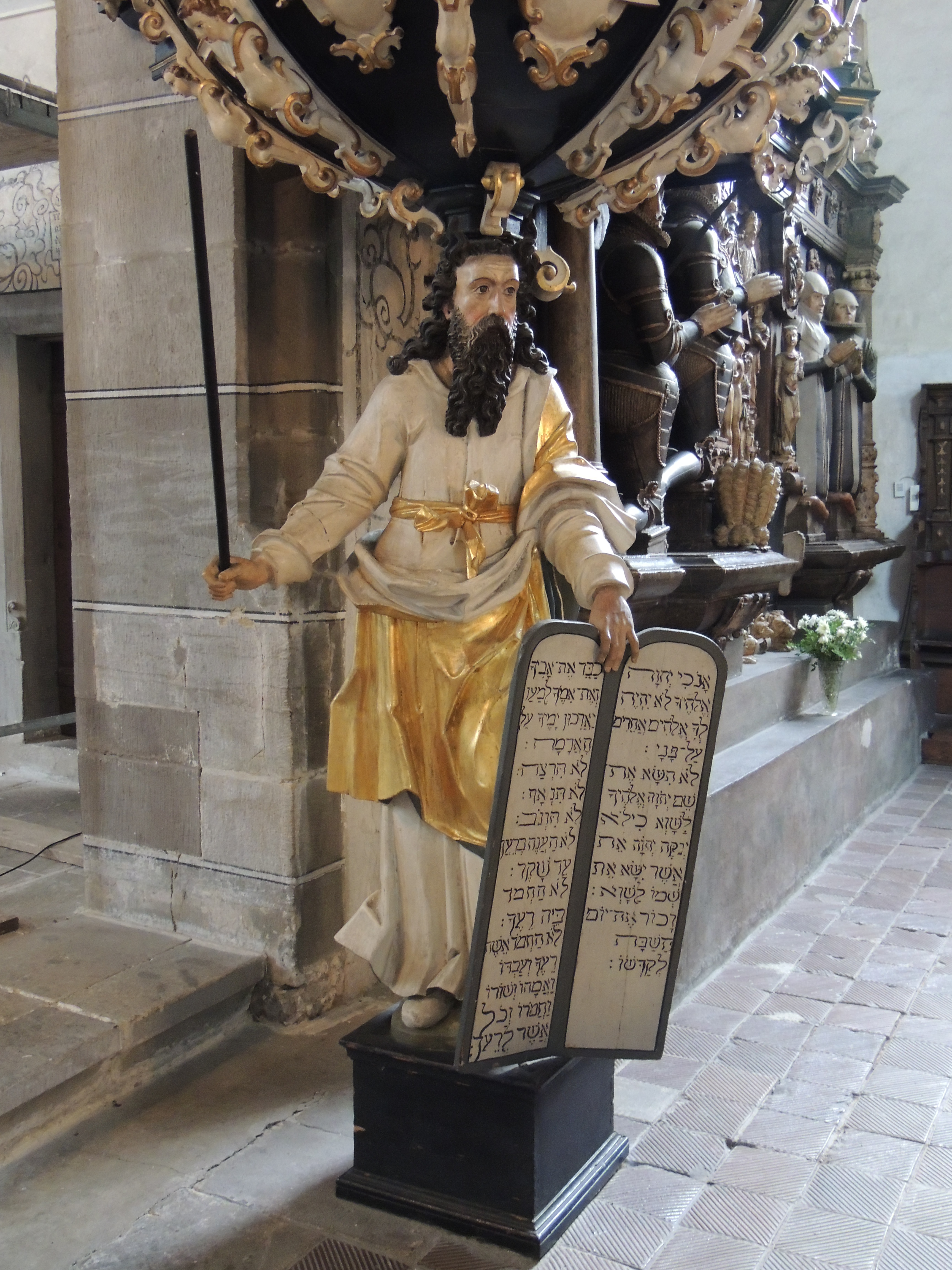
Sokkelbeeld van de kansel
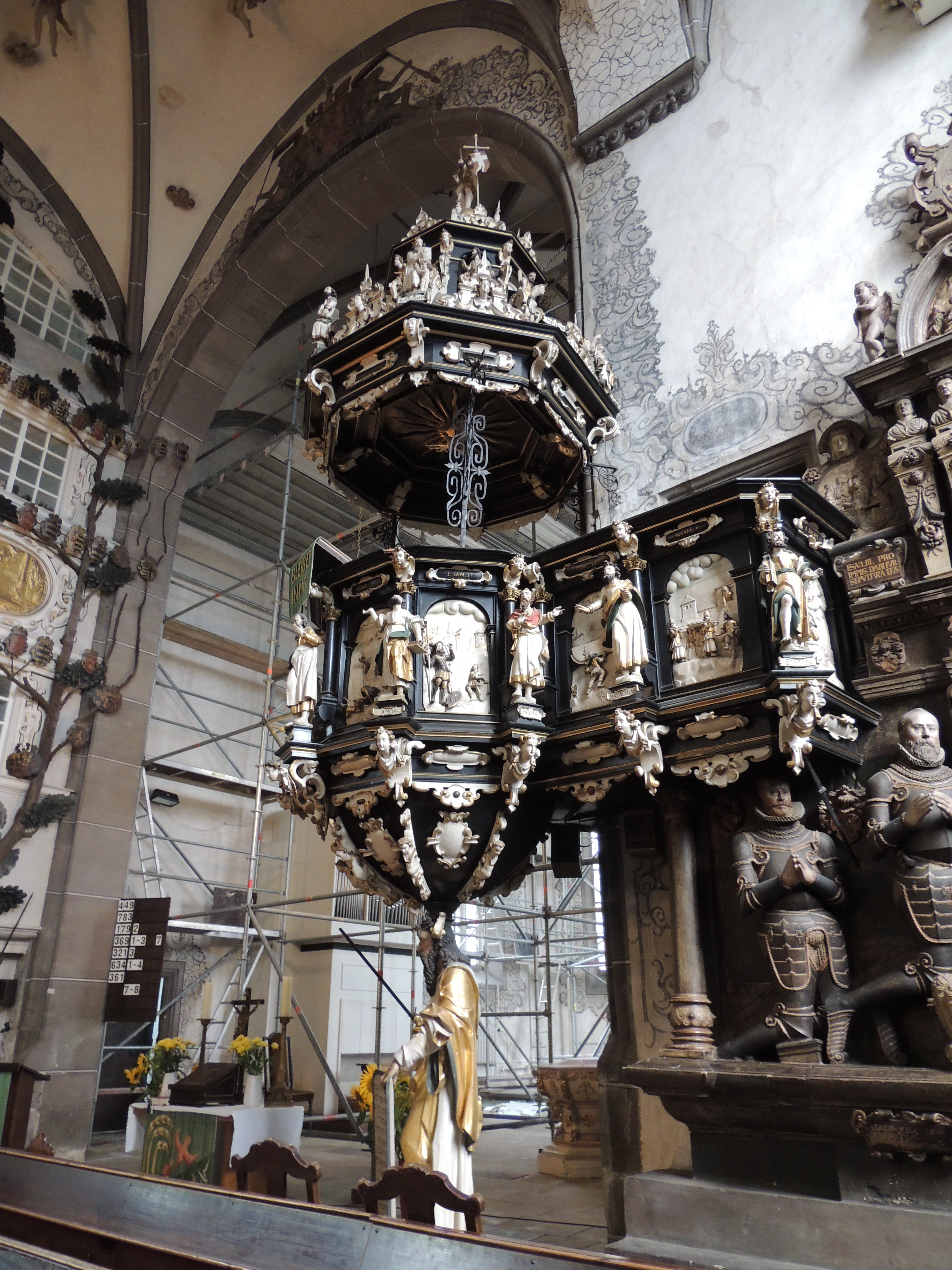
Kansel
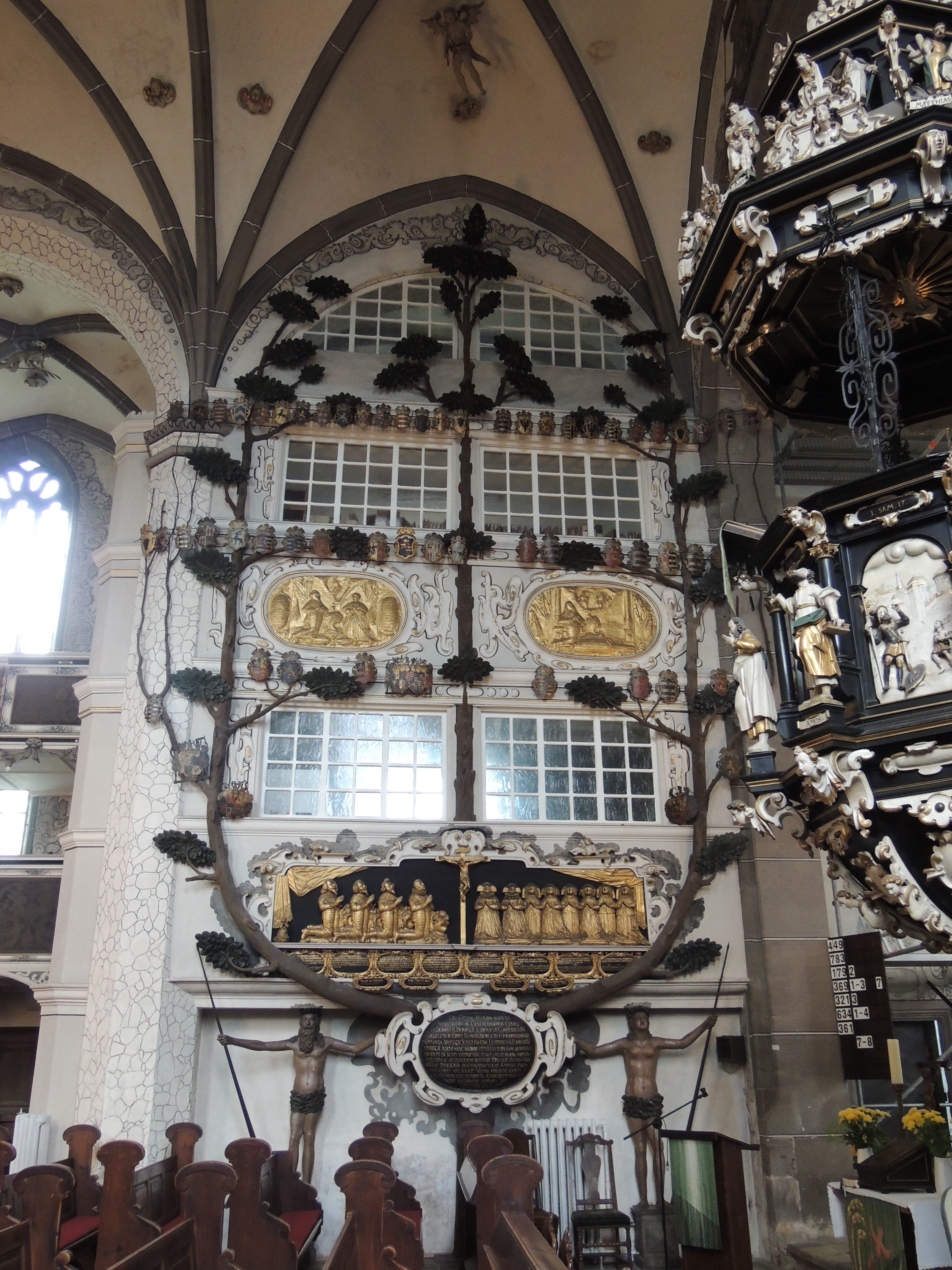
Stamboom van de familie van graaf Albrecht VII van Schwarzburg-Rudolstadt
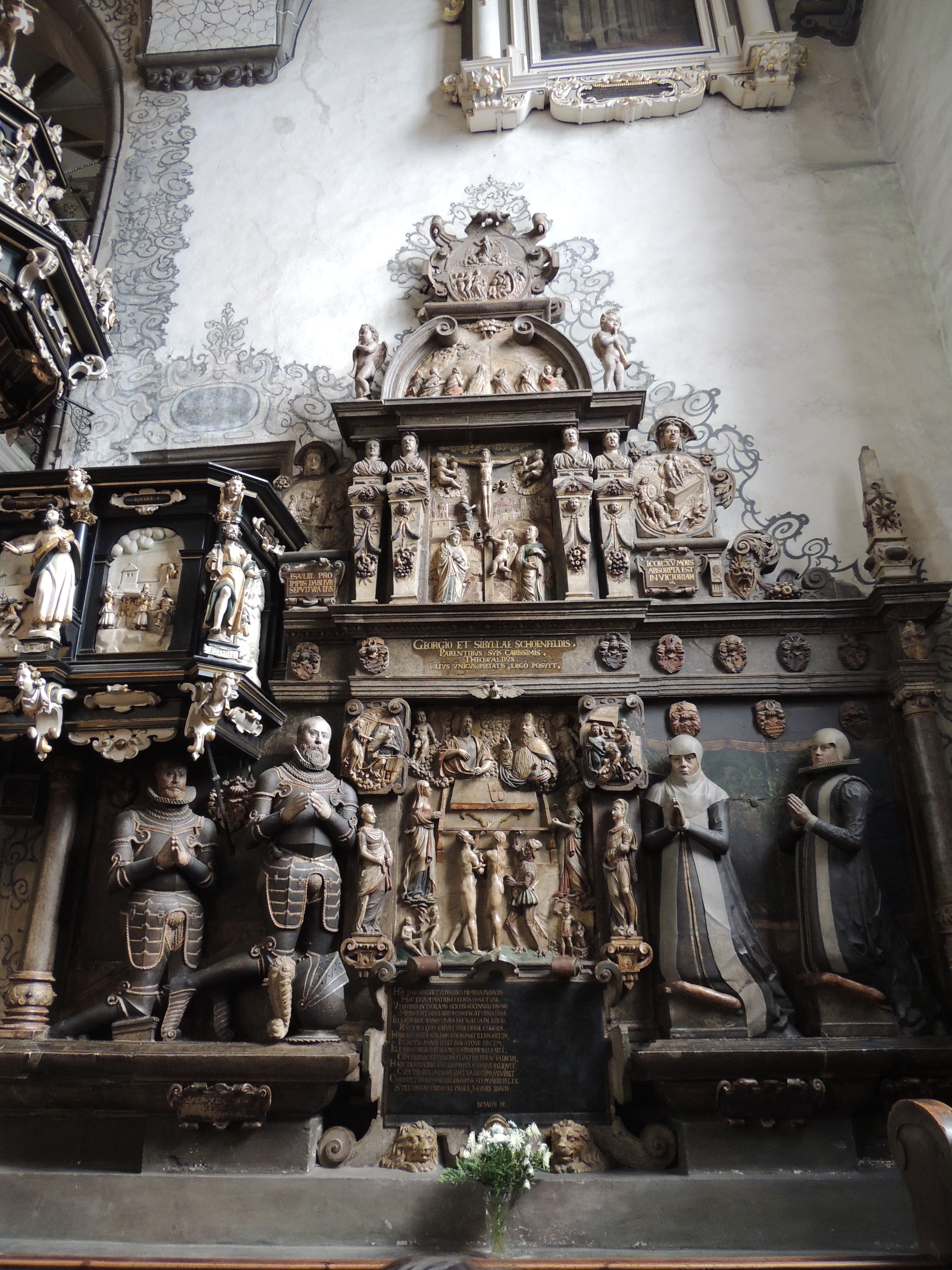
Schönfeldse epitaaf
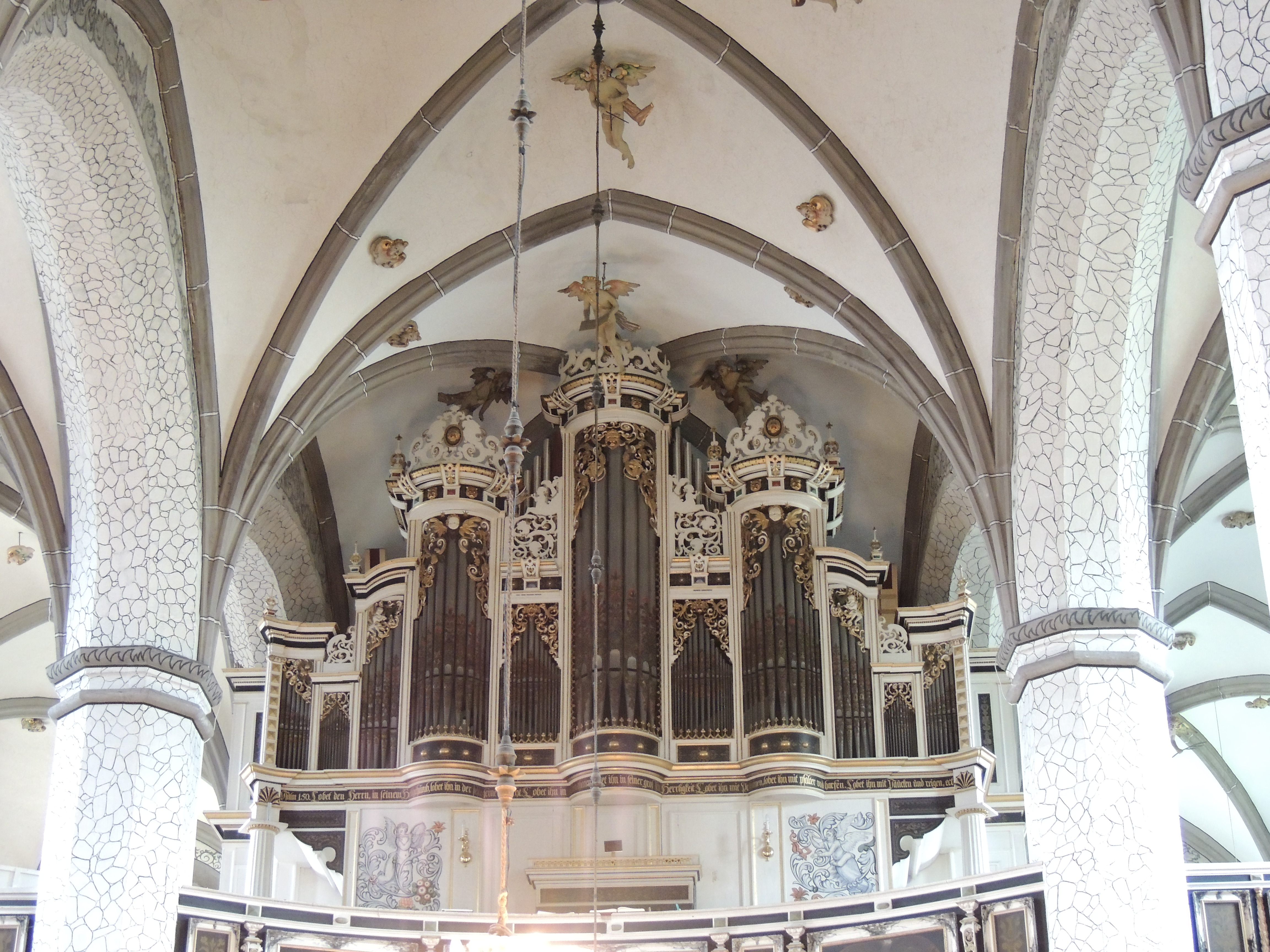
Orgel
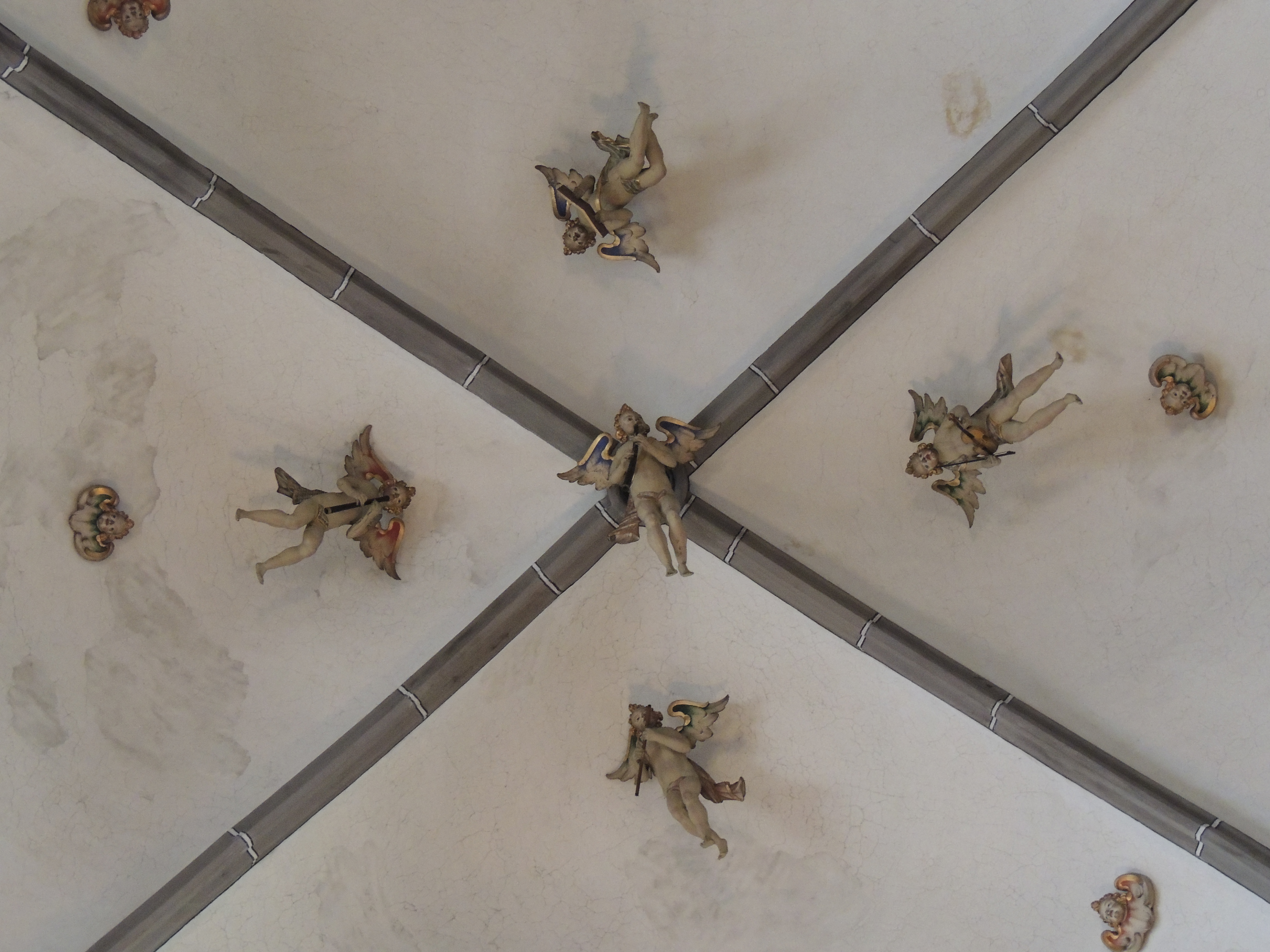
Gewelf